# Colegio Japonés de Barcelona
El Colegio Japonés de Barcelona (バルセロナ日本人学校 Baruserona Nihonjinn Gakkō, en catalán: Col·legi Japonès de Barcelona) es un colegio japonés internacional de San Cugat del Vallés, España, ubicado aproximadamente a 10 kilómetros al noreste del centro de Barcelona. Muchas familias japonesas viven a lo largo de la ruta del autobús de esta escuela en el norte de Barcelona.
La Hoshuko Barcelona Educación Japonesa/Escuela de Educación Japonesa en Barcelona (バルセロナ補習校 Baruserona Hoshūkō), una escuela japonesa a tiempo parcial, lleva a cabo sus clases en el edificio del Colegio Japonés de Barcelona.

## Plan de estudios y aspectos académicos
El idioma japonés es el idioma de uso en la enseñanza. El horario escolar incluye dos horas de clases de otros idiomas, incluyendo castellano e inglés, por semana. Makiko Fukuda (福田 牧子 Fukuda Makiko), una profesora en la Universidad Autónoma de Barcelona, y la autora de "Els usos lingüístics dels nens japonesos i nipocatalans/nipocastellans escolaritzats a Catalunya: el cas de l’alumnat de l’escola complementària de llengua japonesa i del col·legi japonès de Barcelona," señaló que muchos estudiantes progresan muy poco en el aprendizaje del castellano y del inglés porque la mayoría se relaciona exclusivamente con otros japoneses, por la escasa motivación que genera porque sus estancias son cortas y porque se dedican muy pocas horas al aprendizaje del castellano y del inglés. La mayoría de los estudiantes de CJB tiene muy poco conocimiento del idioma catalán. Algunos estudiantes hijos de matrimonios mixtos reciben  una clase especial del idioma catalán.
En los sábados, se utiliza para los alumnos que tienen, al menos, una parte japonesa, y que viven en España para poder aprender el idioma suyo, que mucha gente suele perder.

## Demografía
A partir de 2012 el colegio tiene 60 alumnos. A partir de 2009 la mayoría de los estudiantes son hijos de trabajadores temporales japoneses. Norio Sudo, el cónsul general de Japón en Barcelona, dijo que los padres son directivos de empresas japonesas. Algunos estudiantes son parte japonesa. Las edades de los estudiantes van del 5 años al 15 años.

## Lectura adicional
- Fukuda, Makiko. "El Col·legi Japonès de Barcelona: un estudi pilot sobre les ideologies lingüístiques d'una comunitat expatriada a Catalunya" (Archivo). Treballs de sociolingüística catalana > 2005: 18 (2004). ver perfil en Revistes Catalanes amb Accés Obert (RACO).
- Kojima, Keita. /EMRO Spain/ - "Japanese School in Barcelona as an example of ecological education", presented at the 38th International Microbiological Symposium (en polaco: XXXVIII Międzynarodowe Sympozjum Mikrobiologiczne)
- 権藤 信慶 (前バルセロナ日本人学校:福岡県中間市立中間中学校). "バルセロナ日本人学校での実践をとおして(国際理解教育・現地理解教育)." 在外教育施設における指導実践記録 33, 122-125, 2010-12-24. Universidad Tokyo Gakugei (Q). ver perfil en CiNii (Q).